# Pheronema giganteum
Pheronema giganteum är en svampdjursart som beskrevs av Schulze 1886. Pheronema giganteum ingår i släktet Pheronema och familjen Pheronematidae. Inga underarter finns listade i Catalogue of Life.